# 224 (nombre)
Cet article concerne le nombre 224. Pour l'année, voir 224.
224 (deux cent vingt-quatre) est l'entier naturel qui suit 223 et qui précède 225.

## En mathématiques
Deux cent vingt-quatre est :
- un nombre Harshad.
- un nombre de Zuckerman.

## Dans d'autres domaines
Deux cent vingt-quatre est aussi :
- Années historiques : -224, 224